# Viola hymettia
Viola hymettia är en violväxtart som beskrevs av Pierre Edmond Boissier och Heldr.. Viola hymettia ingår i släktet violer, och familjen violväxter. Inga underarter finns listade i Catalogue of Life.